# Oresje (distrikt)
Oresje (bulgariska: Ореше) är ett distrikt i Bulgarien.   Det ligger i kommunen Gărmen och regionen Blagoevgrad, i den sydvästra delen av landet, 130 km söder om huvudstaden Sofia.
I omgivningarna runt Oresje växer i huvudsak blandskog. Runt Oresje är det ganska glesbefolkat, med 38 invånare per kvadratkilometer.